# San Antonio (Paraguai)
San Antonio é uma cidade do Paraguai, localizada no Departamento Central.

## História
Há um debate acerca da fundação da cidade. Alguns sugerem que a primeira aglomeração surgiu no período do governo de José de Francia, que havia estabelecido um forte no local. Fato é que por meados do século XVIII já havia uma redução jesuítica na região. Durante a Guerra do Paraguai a cidade foi o ponto de chegada de muitos soldados brasileiros para a chamada Dezembrada, uma série de batalhas que se desenrolaram mais para o interior do país.
No início do século XX houve uma intensa imigração de franceses, italianos, alemães e espanhóis para a região, período no qual a cidade testemunhou importante crescimento populacional. No mesmo período se estabeleceu na cidade a sua primeira indústria, um frigorífico. A partir da década de 1920, iniciou-se a pecuária extensiva na região. A produção de frutas para a exportação também se iniciou nessa década.

## Geografia

### Clima
Possuí verões quentes, com as temperaturas variando de 25°C a 36°C, e invernos amenos, com as temperaturas oscilando entre 8°C e 12°C.

### Hidrografia
O Rio Paraguai passa ao lado da cidade. Há alguns curtos cursos de água que desembocam no rio Paraguai, sendo os mais importantes o Ribeirão Guazú e o Ribeirão Itororó.

### Localização
San Antonio está localizada as margens do rio Paraguai, com latitude 25°38’ e longitude 57°63’ no centro sul a 25 km da capital, Assunção. Limita ao norte com os distritos de Ñemby e Villa Elisa; ao sul com Ypané; ao leste com Ñemby e ao oeste com o Rio Paraguai.

## Governo
Em 23 de abril de 1903, a comunidade de San Antonio foi elevada a categoria de distrito. Em 16 de março de 1981, San Antonio foi elevada a categoria de cidade, sendo seu primeiro intendente municipal Francisco Bogado Caballero.

## Infraestrutura

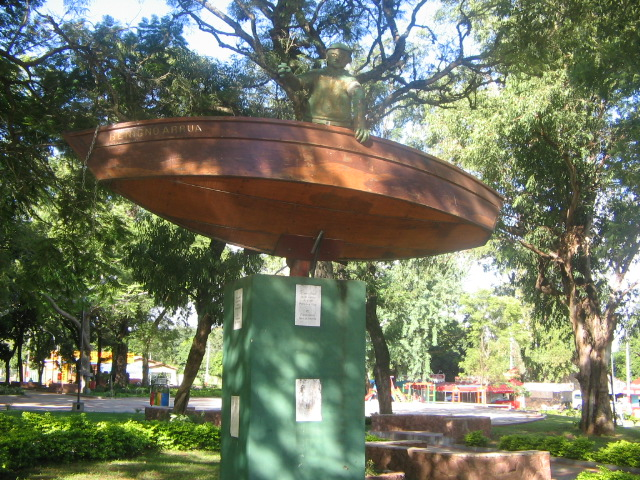
Monumento em homenagem a Benigno Arrua.

### Educação
Possui instituições de ensino públicas e privadas. Totaliza 22, sendo 11 públicas e 10 privadas, com 17 estando dedicadas ao ensino primário. No ensino secundário há 5 instituições, sendo 2 públicas e 3 privadas.

### Saúde
Conta com um Centro de Saúde, fundado no ano 1978.

### Transporte
O município de San Antonio possuí caminho em pavimento ligando a cidade a Villa Elisa, a Ypané e a Luque.

## Cultura

### Esporte

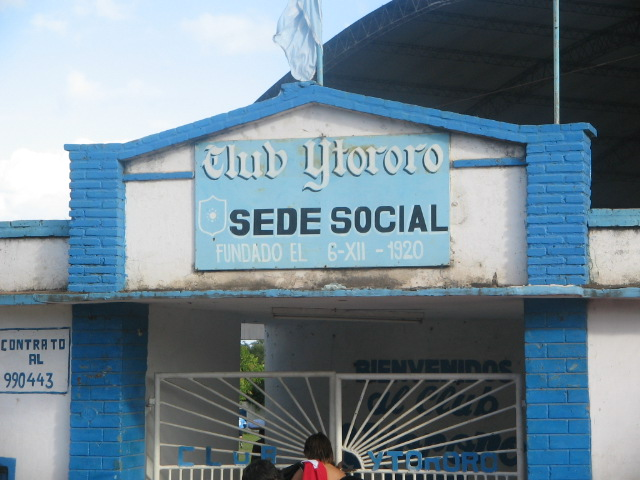
Sede do Clube Ytororó.

A cidade possuí algumas agremiações de futebol, sendo elas o Clube Porvenir, Clube Ytororó, Clube Coronel Romero, Clube 1° de Março e o Clube União.

### Festa do Padroeiro
O padroeiro da cidade é Santo Antônio, com a festa ocorrendo em 13 de junho às margens do Rio Paraguai.